# Gare de Veigné
La gare de Veigné est une gare ferroviaire française de la ligne de Joué-lès-Tours à Châteauroux, située sur le territoire de la commune de Veigné, dans le département d'Indre-et-Loire, en région Centre-Val de Loire.

## Situation ferroviaire
Établie à 64 m d'altitude, la gare de Veigné est située au point kilométrique 253,514 de la ligne de Joué-lès-Tours à Châteauroux entre les gares de Montbazon et Esvres.

## Histoire
La gare est ouverte le 15 juillet 1878.

## Services voyageurs

### Accueil
Halte SNCF, c'est un point d'arrêt non géré (PANG) disposant de panneaux d'informations et d'abris de quais.

### Dessertes
Veigné est desservie par des trains du réseau TER Centre-Val de Loire qui circulent sur la ligne n° 31 entre les gares de Tours et Loches, via la gare de Reignac.